# Gmina Mali Zvornik
Gmina Mali Zvornik (serb. Opština Mali Zvornik / Општина Мали Зворник) – gmina w Serbii, w okręgu maczwańskim. W 2018 roku liczyła 11 387 mieszkańców.